# Świątynia w Buġibbie
Świątynia w Buġibbie – ruiny maltańskiej świątyni megalitycznej w Buġibbie na obrzeżach Saint Paul’s Bay. 

## Opis
Ruiny świątyni megalitycznej w Buġibbie zostały odkryte przez Themistoclesa Zammita w latach 20. XX wieku. Archeologiczne prace odkrywkowe przeprowadzono w 1928 roku a badania archeologiczne zakończono w 1952 roku. 
Wiek budowli szacowany jest na okres Tarxien. Do dziś zachowały się pozostałości fasady z bloków wapiennych oraz korytarza wiodącego na dziedziniec, po którego dwóch stronach znaleziono absydy. Odkryto również pozostałości podłogi z materiału podobnego do cementu. 
Na terenie ruin znaleziono dwa zdobione bloki skalne: jeden, który prawdopodobnie służył jako ołtarz, ze spiralnymi zdobieniami wyrytymi na bokach oraz drugi z reliefami ryb po obydwu stronach. Bloki znajdują się w Narodowym Muzeum Archeologicznym w Vallecie.  
Współcześnie ruiny znajdują się na terenie hotelu Dolmen.